# Die Wochenzeitung „Junge Freiheit“
Die Wochenzeitung „Junge Freiheit“. Kritische Analysen zu Programmatik, Inhalten, Autoren und Kunden ist ein 2007 durch die SPD-Politiker Stephan Braun und Ute Vogt im VS Verlag für Sozialwissenschaften herausgegebener wissenschaftlicher und journalistischer Sammelband mit einer Vielzahl von Beiträgen u. a. aus der Rechtsextremismusforschung. Er wurde im Zuge des Junge-Freiheit-Urteils des Bundesverfassungsgerichts (2005) veröffentlicht, um eine politische und wissenschaftliche Auseinandersetzung mit der neurechten Wochenzeitung Junge Freiheit weiter voranzutreiben. Das Werk wurde in deutschen Feuilletons und Fachrezensionen überwiegend positiv aufgenommen.

## Inhalt des Sammelbandes
Der Sammelband besteht aus 24 Aufsätzen, verfasst von einem „multidisziplinären“ Autorenkollektiv, dem u. a. Wolfgang Gessenharter (Helmut-Schmidt-Universität/Universität der Bundeswehr Hamburg), Helmut Kellershohn (Duisburger Institut für Sprach- und Sozialforschung), Helmut Lölhöffel (Blick nach Rechts), Anton Maegerle, Thomas Pfeiffer (Abteilung Verfassungsschutz des Innenministeriums NRW), Fabian Virchow und Regina Wamper angehören. Das Buch bietet eine Chronologie, widmet sich der Programmatik, dem Geschichtsverständnis, den Autoren, der Strategie und den Anzeigenkunden der Jungen Freiheit und zeichnet nicht zuletzt Gegenstrategien auf.

## Rezeption
Stefan Kubon nannte das Werk in einer Buchbesprechung in der Zeitschrift für Politik einen „gelungenen Auftakt der verlangten Auseinandersetzung“. Die Autoren ziehen für ihre Analyse zahlreiche Zitate aus der JF heran, außerdem findet eine „Einbeziehung relevanter Sekundärliteratur statt“. Kubon strich die überwiegend schlüssigen „kontextbezogenen Interpretationen“ heraus. Unterm Strich markiere „der Sammelband für die Forschung zweifelsfrei einen entscheidenden Fortschritt“.
Für Astrid Geisler (taz) sei ein „vorzüglicher Band“ entstanden, der die Zeitung „auseinandernimmt“. Insbesondere der Beitrag „über die Internetkampagnen der JF und den Kampf um die Meinungshoheit im Onlinelexikon Wikipedia“ seien „frappierend genau“ nachgezeichnet worden. So wurde aufgezeigt wie „neurechte Akteure bei Wikipedia systematisch versuchen, das Bild der Jungen Freiheit zu schönen und deren Gegenspieler [etwa Stephan Braun] in ein schlechtes Licht zu rücken“.
In der Süddeutschen Zeitung konstatierte Wigbert Benz eine nüchterne und faktenreiche Analyse der Autoren.
Der SPD-Politiker Mathias Brodkorb (Endstation Rechts) kritisierte in der Berliner Republik, dass bisweilen Schlussfolgerungen nicht nachvollziehbar seien und manch Interpretation mit „Wissenschaft […] nichts mehr“ gemein habe.
Samuel Salzborn schrieb in einer Rezension für das Dokumentationsarchiv des österreichischen Widerstandes, dass das journalistisch-wissenschaftliche Werk ein „breit angelegtes Themenspektrum“ abdeckte und „weitestgehend [für] Genauigkeit“ stehe. Kritisch sah er die Beiträge zur politischen Bildung und zur Jugendarbeit, da sie in die Gesamtkonzeption nicht passten und „wohlmeinende Interventionen das Blatt überhaupt erst bekannt machen“ würden. Salzborn machte „theoretische Reflexionen und systematische Befunde der Rechtsextremismusforschung“ aus. Außerdem wurde eine „breite Quellen- und Primärmaterialgrundlage berücksichtigt“.
Robert Chr. van Ooyen nannte den Aufsatz zu den Gegenstrategien ein „Schlüsselkapitel“.

## Kampagne derJungen Freiheit
Die Veröffentlichung des Buches zog eine Kampagne der Jungen Freiheit nach sich, bei der der JF-Redakteur Felix Krautkrämer Autoren des Sammelbandes vermeintlich linksextremistische Kontakte nachweisen wollte. Die Wochenzeitung musste daraufhin mehrere Unterlassungserklärungen unterschreiben.

## Ausgabe
- Stephan Braun, Ute Vogt (Hrsg.): Die Wochenzeitung „Junge Freiheit“. Kritische Analysen zu Programmatik, Inhalten, Autoren und Kunden. VS Verlag für Sozialwissenschaften, Wiesbaden 2007, ISBN 978-3-531-15421-3, doi:10.1007/978-3-531-90559-4.